# Cho Mi-yeon
Đây là một tên người Triều Tiên, họ là Cho.
Cho Mi-yeon (Hangul: 조미연; Hanja: 曹薇娟 ; Hán-Việt: Tào Vy Quyên; sinh ngày 31 tháng 1 năm 1997), thường được biết đến với nghệ danh Miyeon, là một nữ ca sĩ thần tượng và diễn viên người Hàn Quốc, thành viên của nhóm nhạc nữ đa quốc tịch (G)I-DLE do công ty giải trí Cube Entertainment thành lập và quản lý. Cô cũng là thành viên trong nhóm nhạc nữ K-pop ảo K/DA trong trò chơi Liên Minh Huyền Thoại với vai trò người lồng tiếng cho vị tướng pháp sư Ahri.

## Tiểu sử
Miyeon sinh ngày 31 tháng 1 năm 1997 tại quận Seogu, thành phố Incheon, Hàn Quốc. Cô là con một trong gia đình. Từ khi còn nhỏ cô tỏ ra thích thú với việc ca hát. Tình yêu của cô dành cho âm nhạc được truyền cảm hứng từ cha cô. Cha mẹ của cô đã sớm nhận ra niềm đam mê của cô và gửi cô đến các trường âm nhạc để học các kỹ năng khác nhau, chẳng hạn như violin, guitar và piano.
Miyeon tiếp tục theo đuổi âm nhạc khi cô đăng ký vào một học viện âm nhạc để tăng cường kỹ năng thanh nhạc, cũng như học cách sáng tác và sản xuất âm nhạc. Cô đã dành khoảng tám năm làm thực tập sinh trước khi ra mắt với (G)I-DLE.

## Sự nghiệp

### 2010–2018: Trước khi ra mắt
Miyeon từng là thực tập sinh tại YG Entertainment từ năm 2010 đến năm 2015 và nằm trong dự án PINKPUNK.
Sau khi rời YG, cô trở thành ca sĩ tự do.
Tháng 9/2016, cô đã góp mặt trong concert của Urban Zakapa và Seulong tại Toronto và Vancouver, Canada
Tháng 4/2017, Cho Miyeon chính thức kí hợp đồng trở thành thực tập sinh của CUBE Entertainment.
Ngày 22 tháng 3 năm 2018, Cube Entertainment thông báo sẽ cho ra mắt nhóm nhạc nữ mới trong nửa đầu 2018. Cube Entertainment bắt đầu giới thiệu các thành viên chính thức bằng việc phát hành bức ảnh cá nhân của Miyeon vào ngày 8 tháng 4.

### 2018-nay: Thành viên của(G)I-DLE
Ngày 2 tháng 5 năm 2018, Miyeon trở thành thành viên của (G)I-DLE, nhóm ra mắt với mini-album đầu tay mang tên I Am, với ca khúc chủ đề "Latata". Miyeon đảm nhận vai trò hát chính trong nhóm cùng với Minnie. Cô được biết đến với giọng hát nội lực, dễ truyền cảm.

### Hoạt động cá nhân
Từ tháng 2 đến tháng 3 năm 2018, Miyeon và Minnie đã thực hiện 4 video cover trên kênh YouTube Dingo Music.
Vào ngày 26 tháng 10 năm 2018, Miyeon được xác nhận sẽ biểu diễn tại Lễ khai mạc Chung kết thế giới Liên Minh Huyền Thoại  2018, cùng với Soyeon, Madison Beer và Jaira Burns. Bốn ca sĩ đã cung cấp lồng tiếng cho nhóm nhạc nữ K-pop ảo K/DA, với Miyeon lồng tiếng cho Ahri, một trong những champions (tướng) nổi tiếng nhất trong Liên Minh Huyền Thoại. Cùng với Evelynn lồng tiếng bởi Madison Beer, Ahri là giọng ca chính của nhóm. Bài hát "Pop/Stars" của họ đã gây sốt trên YouTube và đứng đầu bảng xếp hạng Billboard's World Digital Songs.
Năm 2019, Miyeon hợp tác với Hangzoo với bài hát "Cart" như một phần của Amoeba Culture X Devine Channel Code Share Project.

Miyeon tại KCON THAILAND 2019

Năm 2020, cô xuất hiện trong chương trình âm nhạc King of Mask Singer của đài MBC và giành chiến thắng trong vòng đầu tiên với 64 điểm. Ở vòng thứ hai, cô đã biểu diễn "Goodbye Sadness and Hello Happiness" của Yoon Mi-rae nhưng đáng tiếc để thua Im Kang-sung. Phần trình diễn giọng hát của cô đã nhận được sự đón nhận nồng nhiệt của cả khán giả và hội đồng giám khảo. Giọng của Miyeon được mô tả là smokey, nhưng có rất hồn.
Vào tháng 9 năm 2020, có thông tin tiết lộ rằng Miyeon sẽ tham gia diễn xuất với tư cách là nữ chính trong web-drama Replay: The Moment với vai Yoo Hayoung, một YouTuber nổi tiếng và giọng ca của ban nhạc. Cô ấy có một tính cách lạnh lùng và sang trọng, nhưng là một người rộng lượng và tốt bụng. Bộ phim mô tả một mối tình lãng mạn đồng cảm trong một mối quan hệ vụng về và lo lắng, nhưng ước mơ và tình yêu được hồi tưởng lại những cảm xúc trong quá khứ ở tuổi mười tám hiện tại.
Vào tháng 10 năm 2020, Miyeon hát "We Already Fell In Love" cùng với Minnie trong phần nhạc phim Do Do Sol Sol La La Sol và vào tháng 11 hát "My Destiny" trong phần nhạc phim của Tale of the Nine Tailed.
Ngày 6 tháng 11 năm 2020, cô và Soyeon tiếp tục trở lại với album K/DA All Out của nhóm nhạc K/DA trong hai bài hát "The Baddest" và "More" cùng các ca sỹ Bea Miller, Wolftyla, Madison Beer, Jaira Burns, Lexie Liu.
Vào ngày 30 tháng 11 năm 2020, Miyeon sẽ xuất hiện tại Seoul Connects U, một chương trình du lịch tạp kỹ do MBC và Seoul Tourism Foundation cùng lên kế hoạch và sản xuất. Chương trình sẽ giới thiệu chuyến du hành vượt thời gian trong cùng một không gian và vào những thời điểm khác nhau cho người hâm mộ toàn cầu bằng cách liên kết quá khứ và hiện tại của Seoul thông qua các bức ảnh của các ngôi sao và người hâm mộ trong thời gian thực.
Ngày 5 tháng 2 năm 2021, Miyeon được xác nhận sẽ xuất hiện với tư cách DJ chính thức của chương trình "Gossip Idle" trên Naver Now bắt đầu vào 18 giờ mỗi thứ ba hàng tuần.
Từ 18 tháng 2 năm 2021, Miyeon trở thành MC chính thức của M! Countdown của Mnet.

## Danh sách đĩa nhạc
Hoạt động âm nhạc của Miyeon chủ yếu đều nằm trong danh sách đĩa nhạc của (G)I-DLE.

### Sản phẩm kết hợp
| Năm  | Tên           | Album            | Ghi chú |
| ---- | ------------- | ---------------- | --- |
| 2018 | "Pop/Stars"   | Non-album single | Cùng với (G)I-DLE Soyeon tham gia vào nhóm K/DA với sự góp mặt của Madison Beer và Jaira Burns                    |
| 2019 | "Cart"        | Non-album single | Hợp tác với Hangzoo - quán quân "SHOW ME THE MONEY" mùa 6                                                         |
| 2020 | "The Baddest" | K/DA All Out     | Cùng (G)I-DLE Soyeon trở lại K/DA với sự góp mặt của Madison Beer, Jaira Burns, Bea Miller, Wolftyla và Lexie Liu |
| 2020 | "More"        | K/DA All Out     | Cùng (G)I-DLE Soyeon trở lại K/DA với sự góp mặt của Madison Beer, Jaira Burns, Bea Miller, Wolftyla và Lexie Liu |
|      |               |                  | |

### Nhạc phim
| Năm  | Tên                       | Album                         | Ghi chú         |
| ---- | ------------------------- | ----------------------------- | --------------- |
| 2020 | "We Already Fell In Love" | "Do Do Sol Sol La La Sol" OST | cùng với Minnie |
| 2020 | "My Destiny"              | "Tale of the Nine Tailed" OST |                 |
| 2021 | "Dreaming About You"      | "Replay: The Moment" OST      |                 |

### Cover
| Năm  | Bài hát         | Nghệ sĩ | Thành viên                   | Vai trò                 | Ghi chú                         |
| 2018 | "Love Scenario" | iKON    | Chính cô (cùng với Minnie)   | –                       | –                               |
| 2018 | "Fake Love"     | BTS     | Chính cô (cùng với (G)I-DLE) | Thành viên của (G)I-DLE | Cover tại M Countdown in Taipei |

## Danh sách video

### Góp mặt trong cácvideo âm nhạc
| Năm  | MV             | Nghệ sĩ  | Vai trò                 | Ghi chú |
| 2018 | "Latata"       | (G)I-DLE | Thành viên của (G)I-DLE | –       |
| 2018 | "Hann (Alone)" | (G)I-DLE | Thành viên của (G)I-DLE | –       |
| 2019 | "Senorita"     | (G)I-DLE | Thành viên của (G)I-DLE |         |
| 2019 | "Uh-Oh"        | (G)I-DLE | Thành viên của (G)I-DLE |         |
| 2019 | "LION"         | (G)I-DLE | Thành viên của (G)I-DLE |         |
| 2020 | "Oh My God"    | (G)I-DLE | Thành viên của (G)I-DLE |         |
| 2020 | "DUMDi DUMDi"  | (G)I-DLE | Thành viên của (G)I-DLE |         |
| 2021 | "HWAA"         | (G)I-DLE | Thành viên của (G)I-DLE |         |
| 2022 | "Tomboy"       | (G)I-DLE | Thành viên của (G)I-DLE |         |
| 2022 | "Nxde"         | (G)I-DLE | Thành viên của (G)I-DLE |         |
| 2023 | "Allergy"      | (G)I-DLE | Thành viên của (G)I-DLE |         |
| 2023 | "Queencard     | (G)I-DLE | Thành viên của (G)I-DLE |         |
| 2024 | "Wife"         | (G)I-DLE | Thành viên của (G)I-DLE |         |
| 2024 | "Super Lady"   | (G)I-DLE | Thành viên của (G)I-DLE |         |

## Các hoạt động khác

### Web series
| Năm  | Tên                | Tên tiếng Hàn                | Mạng             | Vai           | Ghi chú  |
| ---- | ------------------ | ---------------------------- | ---------------- | ------------- | -------- |
| 2021 | Replay: The Moment | 리플레이: 다시 시작되는 순간 | KakaoTV, YouTube | Yu Hayoung    | Nữ chính |
| 2021 | Delivery           | 딜리버리                     | YouTube          | Kwak Doo Shik | Nữ chính |
| 2021 | Adult Trainee      | 어른연습생                   | TVING            | Bang Yekyung  | Nữ chính |

Chương trình tạp kỹ
| Năm  | Tên                 | Nhà đài | Vai trò          | Ghi chú                                   | Chú thích |
| ---- | ------------------- | ------- | ---------------- | ----------------------------------------- | --------- |
| 2020 | King of Mask Singer | MBC     | Thí sinh         | dưới danh xưng "Trứng luộc" (Tập 243-244) | [ 25 ]    |
| 2020 | My Dream Is Ryan    | KakaoTV | Học trò đặc biệt | với Yuqi (tập 14–16)                      | [ 26 ]    |
| 2020 | Seoul Connects U    | MBC     | Hướng dẫn viên   | với Yuqi                                  |           |

### MC
| Năm  | Tên          | Vai trò  | Ghi chú        |
| ---- | ------------ | -------- | -------------- |
| 2021 | M! Countdown | MC chính | với Nam Yoonsu |

### Chương trình Radio
| Năm  | Tên         | Nền tảng  | Vai trò       | Ghi chú |
| ---- | ----------- | --------- | ------------- | ------- |
| 2021 | Gossip Idle | Naver.Now | DJ chính thức |         |

#### The Show
| Năm  | Ngày      | Bài hát | Điểm |
| ---- | --------- | ------- | ---- |
| 2022 | 3 tháng 5 | "Drive" | 6944 |